# Sindicat Occità de l'Educació
El Sindicat Occità de l'Educació (Sindicat Occitan de l'Educacion, en occità) és un sindicat format per ensenyants occitans que es va fundar el 1992 amb l'objectiu principal de lluitar contra la que consideren excessiva centralització dels recursos a París i de les preses de decisions a França. La seva seu es troba a Sent Sulpici e Cameirac, a la Gascunya. Reivindiquen una autonomia regional efectiva del personal, en la que es valori la personalitat de la regió i en particular del «fet cultural occità» i la promoció d'un servei públic de recerca i d'educació.
El Sindicat feu arribar més endavant una queixa contra França a la Unió Europea al novembre de 2003 culpant-hi el govern de França de no aplicar satisfactòriament els articles 5 i 6 de la Carta Social Europea Revisada.